# پانوسیان
پانوسیان (زبان ارمنی: Փանոսյան), یکی از نام‌های خانوادگی رایج در میان ارمنیان می‌باشد.
- هاگوپ پانوسیان
- آسترید پانوسیان
- آرسن پانوسیان
- هاروتیون پانوسیان
- رازمیک پانوسیان
- پیش‌نویس:دن پانوسیان
- آلکساندر پانوسیان
- پیش‌نویس:زابل پانوسیان
- آرمینه پانوسیان